# 高島茂平

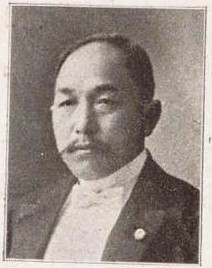
高島茂平

高島 茂平（たかしま もへい、1867年6月10日（慶応3年5月8日） - 1945年（昭和20年）4月18日）は、福井銀行頭取、日本の政治家。衆議院議員（1期）。福井県多額納税者、農業。

## 経歴
福井県出身。加藤与次兵衛の二男として生まれ、高島正の養子となり家督を相続する。1889年、東京高等師範学校卒。福井県尋常中学校(現・福井県立藤島高等学校)教諭となる。福井県会議員、福井銀行頭取を務める。
1912年の第11回衆議院議員総選挙において広島県郡部から立憲政友会公認で立候補して当選。衆議院議員を1期務めた。1915年の第12回衆議院議員総選挙には立候補しなかった。1945年死去。

## 家族
- 父・加藤与次兵衛（信近）
- 養父（岳父）・高島正
- 兄・加藤与次兵衛（欽二）
- 弟・野村勘左衛門
- 弟・野村行一
- 長男・一郎 ‐ 岳父に高島七郎右衛門